# Morgan’s Point Resort
Morgan’s Point Resort – miasto w Stanach Zjednoczonych, w stanie Teksas, w hrabstwie Bell.